# Federación Vaticana de Fútbol
La Federación Vaticana de Fútbol (en italiano: Federazione Vaticanese Giuoco Calcio), oficialmente ASD Sport in Vaticano, es la federación deportiva de fútbol que dirige la Selección de fútbol de la Ciudad del Vaticano, la Selección femenina de fútbol de la Ciudad del Vaticano y el fútbol nacional de ese país. Se fundó en 1972, estaba afiliada a la NF Board hasta que esta dejó de existir y la selección disputó dos Copas mundiales VIVA en el 2009 y en el 2012.
En el 2014, el presidente de la Asociación, Domenico Rugerio declaró:«Prefiero ser aficionado… Para unirse a la FIFA, a ese nivel, será como un negocio» después de afirmar «El mensaje importante de la amistad y el amor se demuestra por el deporte - el deporte de verdad, no el negocio que está en el fútbol en estos días… No solo es fundamental para ganar un partido, sino que es la forma en que te comportas». Por lo tanto, que, añadió, significó que «El ethos del equipo de fútbol del Vaticano fue, en desacuerdo con la membresía de la FIFA».
«La Guardia Svizzera Pontificia» es el seudónimo oficial dado a la selección deportiva, haciendo referencia a la Guardia Suiza y a los pontífices, un título de ciertos líderes religiosos, ahora usados para principalmente referirse al Papa. El Vaticano está en el sexto puesto en el Ranking de la NF Board, superando a Occitania y siendo inferior a Chipre del Norte.

## Torneos
Organiza la Clericus Cup, un evento anual de fútbol disputado por equipos de las Universidades romanas, que son los seminarios de la Iglesia Católica con sede en Roma. Durante la cuarta temporada (2010), en el torneo participaron dieciséis escuelas y alineó a jugadores de 65 países, con la mayoría procedentes de Brasil, Italia, México, y Estados Unidos. Los jugadores son normalmente seminaristas que estudian para ser sacerdotes católicos. Un puñado de jugadores están ordenados sacerdotes. El torneo anual es organizado por el Centro Sportivo Italiano (CSI). La liga fue fundada en 2007, y los partidos para la séptima temporada comenzaron a principios de 2013.
Mientras tanto, el conjunto vaticano ha jugado dos Copas Mundiales VIVA en el 2009 y en el 2012, donde en su primera participación llegaron al 4.º lugar, luego llegaron al 3.er lugar en la Copa Mundial VIVA de Kurdistán siendo esta la mejor participación del equipo en la Copa Mundial VIVA.

## Escudos
- El escudo de la Federación Vaticana de fútbol tiene los colores de la bandera pontificia, el escudo de armas en el centro rodeado por laureles amarillos y por una paloma de la paz.
- También es utilizado otro escudo de la Federación Vaticana de fútbol, que tiene los colores de la bandera pontificia y el escudo de armas en el centro rodeado por laureles amarillos y por los anillos de las olimpiadas.

## Competiciones
- Attività Calcistica dei Dipendenti Vaticani[6]
- Liga de fútbol de la Ciudad del Vaticano
- Coppa Vaticano
- Supercoppa Vaticano
- Clericus Cup
- Copa Mundial VIVA (debutando en el 2009)

La competición más famosa del Vaticano, es la Clericus Cup, no sancionado por la Asociación Nacional, sino por una asociación del deporte italiano (Centro Sportivo Italiano)